# Camaligan, Camarines Sur
Camaligan là đô thị hạng 5 ở tỉnh Camarines Sur, Philippines. Theo điều tra dân số năm 2000, đô thị này có dân số 19.188 người trong 3.432 hộ.

## Các đơn vị hành chính
Camaligan về mặt hành chính được chia thành 13 khu phố (barangay).
- Dugcal (doog-kal)
- Marupit (ma-roo-peet)
- San Francisco
- San Juan-San Ramon (Poblacion. Pron. as pob-las-yon)
- San Lucas (Poblacion)
- San Marcos (Poblacion)
- San Mateo (Poblacion)
- San Jose-San Pablo (Poblacion)
- San Roque
- Santo Domingo (Poblacion)
- Santo Tomas (Poblacion)
- Sua-Tampak (soo-wa)
- Tarosanan